# Maurice Hilleman
Maurice Ralph Hilleman (ur. 30 sierpnia 1919 w Miles City, zm. 11 kwietnia 2005 w Filadelfii) − amerykański mikrobiolog, wakcynolog, twórca szeregu szczepionek.

## Życiorys
Maurice Hilleman urodził się 30 sierpnia 1919 roku w Miles City w Montanie. Jego matka zmarła w czasie porodu, był wychowywany wraz z siedmiorgiem rodzeństwa na farmie krewnego. W ósmej klasie zainteresował się pracami Charlesa Darwina. Z braku pieniędzy nie uczęszczał do college'u, ale później dzięki pomocy najstarszego brata zebrał niezbędne fundusze. Ukończył Montana State University, a następnie przeniósł się na University of Chicago, gdzie w 1941 roku uzyskał doktorat w zakresie mikrobiologii.
Hilleman opracował ponad 30 szczepionek, w tym osiem z czternastu najczęściej używanych na świecie. Jest m.in. twórcą szczepionek przeciw wirusom odry, ospy wietrznej, świnki, różyczki, dwoince zapalenia opon mózgowo-rdzeniowych, dwoince zapalenia płuc oraz kombinowanej szczepionki przeciw odrze, różyczce i śwince (MMR). Zapoczątkował także badania nad szczepionkami przeciw wirusowi zapalenia wątroby typu A (HAV) i wirusowi zapalenia wątroby typu B (HBV). W swoich badaniach nad wirusami odkrył kilka ich rodzajów i zaobserwował zmiany genetyczne wirusa grypy.
Żonaty z Lorraine Hilleman, miał z nią dwie córki.
Zmarł 11 kwietnia 2005 roku w Chestnut Hill Hospital w Filadelfii z powodu choroby nowotworowej.